# Casa de los huesitos
La Casa de los huesitos es un edificio que se encuentra en el número 24 de la calle Mariana Rodríguez del Toro de Lazarín en el barrio de la Lagunilla del Centro Histórico de la Ciudad de México y fue construido a finales del siglo XIX. Fue declarada monumento histórico el 11 de abril de 1980.

## Breve historia
En los terrenos donde se ubica la casa funcionó un hospital durante el siglo XVII, el cual fue convertido en casa de recogimiento en 1709. Anexo a estas dos instituciones se encontraba la Iglesia de la Misericordia, cuya función además de proporcionar los servicios religiosos del hospital y posteriormente la casa de recogimiento, era el servir de cementerio para los cadáveres de los criminales ejecutados en la plaza mayor. Estos entierros eran llevados a cabo por una Cofradía llamada de la doctrina cristiana, que tenía su sede en la iglesia. La cofradía también estaba encargada de recoger y sepultar las manos y cabezas de los ajusticiados que eran exhibidas públicamente como escarmiento, después de un tiempo dictaminado por los jueces respectivos
En 1796 fueron derribadas la iglesia y la casa, que habían sido severamente dañadas durante el terremoto del 10 de junio de 1792 y los terrenos fueron fraccionados para construir viviendas las cuales fueron reconstruidas a finales del siglo XIX. La casa de los huesitos actual data de ese periodo. A principios del siglo XX se le agregaron más habitaciones en el primer piso.  
La versión más aceptada sobre el origen del nombre de la casa, es que hace referencia a los escarnios de los criminales ejecutados, los cuales eran depositados en el osario que se encontraba en ese lugar.

## Patrimonio
La casa es un buen ejemplo de vivienda construida por particulares para funcionar como vecindad. Conserva un sistema estructural de madera así como elementos de este tipo de construcciones como cuarto de portero, baños comunitarios y piso de baldosas de recinto. Su patio central se conserva sin agregados. El Instituto Nacional de Antropología e Historia destaca que el edificio conserva la fachada y el partido arquitectónico original sin mayores modificaciones. Por parte del Instituto Nacional de Bellas Artes se ha dictaminado que el conjunto reúne características relevantes y su conservación es de interés para el instituto.